# BTR-70
Le BTR-70 est un véhicule blindé de transport de troupes soviétique puis russe (BTR est l'abréviation du terme russe Бронетранспортёр - бронированная боевая машина, romanisé en Bronetransportyor, littéralement « blindé de transport »). Adopté par l'Armée rouge en 1978, il est présenté au public moscovite en 1980. Il peut transporter 8 soldats. Il connut le feu lors de la guerre d'Afghanistan (1979), lors des conflits caucasiens des années 1990 et lors de l'invasion de l'Ukraine en 2022, étant toujours en service en Russie mais aussi dans de nombreux pays de la CEI.

## Développement
Basé sur le BTR-60PB, le BTR-70 a été conçu par l'usine GAZ sous la direction de I.S.Mukhin.
L'origine du BTR-60 était de correspondre avec le nouveau BMP-1 en termes d'entraînement tactique. Avec les travaux sur l'Object 50 qui était simplement un BTR-60PB allongé et avec une tourelle de BMP-1, son châssis fut repris pour concevoir le futur BTR-70.
Sous la dénomination Object 60, un châssis type "Object 50" fut créé en intégrant une mitrailleuse lourde KPVT. Cet Object 60 fut privilégié face à l'Object 50 probablement pour des soucis de coûts à cause de la tourelle du BMP-1.

L'Object 60 fut adopté sous la désignation BTR-70 le 21 août 1972 et sa production en série commença en 1976.

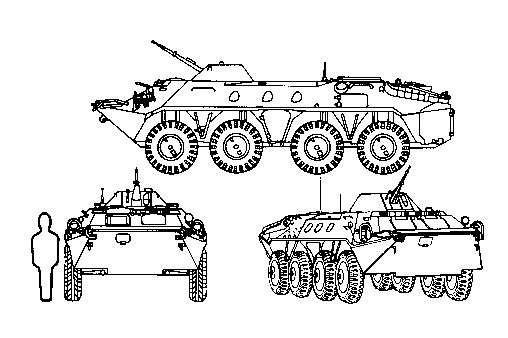
Vues dessinées du BTR-70

## Caractéristiques

### Mobilité
Il est mu par deux moteurs à essence ZMZ-4905 développant en tout 240 ch. 
Le BTR-70 est amphibie sans préparation et se déplace de 10 à 12 km/h en baignade. 
Durant l'invasion de l'Afghanistan, des plaques de blindage supplémentaires furent ajoutées. 

### Blindage
Son blindage varie de 6 à 10 mm. 

### Armement
Sa tourelle biplace (tireur et commandant) est armée d'une mitrailleuse KPVT de 14,5 mm jumelée avec une mitrailleuse PKT de 7,62 mm.
Lors de l'invasion de l'Afghanistan, des lance-grenades AGS-17 furent installés sur des BTR-70 mais cette modification ne fut jamais retenue en série.

### Équipements
Le BTR-70 dispose d'une protection NRBC et d'un système interne anti-incendie. 

#### Communication
Le BTR-70 dispose d'une radio R-123MT et d'un interphone de bord R-124.

#### Optiques
Le BTR-70 possède pour le commandement les optiques TNPO-115, TPKU-2B et un viseur TKN-1S avec un illuminateur OU-3GA-2M pour les combats de nuit.
Le conducteur dispose de trois viseurs TNPO-115 et d'un appareil de vision TPN-B avec un TVNO-2B pour les opérations de nuit.
Le tireur peut utiliser un viseur PP-61AM avec un TNPT-1.

## Variantes

### Soviétiques

#### BTR-70M (1982)
Ajout de nouveaux moteurs KamAZ-7403 d'une puissance de 260 ch et remplacement des roues.

#### BTR-70MS
Véhicule radio sans tourelle.

#### BTR-70K
Les BTR-70K sont équipés de radio R-123M et récepteur R-126.
Les BTR-70K pour les compagnies sont équipés de quatre radios supplémentaires que sont une R-105, R-123, R-126 et une R-107.
Les BTR-70K pour les bataillons sont équipés de quatre radios supplémentaires que sont une R-104, R-123, R-126 et une R-107.

#### BTR-70KShM
Véhicule de commandement et d'état-major.

#### BTR-70 Ambulance
Véhicule pouvant accueillir une unité médicalisée.

### Est-allemande

#### BTR-70 / ABC Aufklarung
BTR-70 est-allemand modifié pour la reconnaissance.

### Roumaines

#### TAB-77
Version roumaine du BTR-70 mise en service en 1977 avec un lanceur supplémentaire pour les missiles 9M14M Malyutka.

#### TAB-C
Version du TAB-77 raccourcie avec seulement quatre roues.

#### TAB-77 PCOMA
Version du TAB-77 de commandement pour l'artillerie.

#### TAB-79 A-POMA
Version du TAB-77 pour l'observation d'artillerie.

#### TAB-79AR
Version du TAB-77 possédant un mortier de 82 mm.

#### TAB RCH-84 CBR
Version de reconnaissance.

#### TAB-77A R1 451/M
Véhicule de commandement.

#### TERA-77L
Véhicule de maintenance.

## Véhicules dérivés

### «Ostek»
Prototype de canon automoteur de 120 mm.

### SPR-2 A
Système SPR-2 sur châssis du BTR-70.

### 2S14
Prototype de canon automoteur de 85 mm.

## Opérateurs
- Arménie
- Azerbaïdjan
- Biélorussie
- Géorgie
- Bangladesh
- Kazakhstan
- Kirghizistan
- Mali
- Macédoine du Nord
- Mongolie
- Moldavie
- Roumanie
- Russie : 95 en service au sein de l'infanterie navale[5]
- Slovaquie : 19[6]
- Ouzbékistan
- Tadjikistan
- Turkménistan
- Vietnam
- Palestine